# Pseudobunaea melinde
Pseudobunaea melinde är en fjärilsart som beskrevs av J. Peter Maassen och Gustav Weymer 1886. Pseudobunaea melinde ingår i släktet Pseudobunaea och familjen påfågelsspinnare. Inga underarter finns listade i Catalogue of Life.